# Amanzio (nome)
Amanzio  è un nome proprio di persona italiano maschile.

## Varianti
- Maschili: Amante
  - Alterati: Amantino
- Femminili: Amanzia

### Varianti in altre lingue
- Francese: Amant
  - Femminili: Amantine
- Latino: Amantius[1]
- Polacco: Amancjusz
- Portoghese: Amancio[1]
- Spagnolo: Amancio[1]

## Origine e diffusione
Dal nome medievale Amanzio (con una variante in Amante), che, tratto dal latino Amantius (dall'aggettivo amans, amantis), significa letteralmente "amante", "che ama"; in un'ottica religiosa può significare anche "che ama Dio", ed è molto probabile il riferimento all'"amore di Dio e della Sua Creazione", secondo una logica tipica dell'onomastica antica di natura religiosa e fortemente cristiana. Alcune fonti lo riconducono invece al nome della città di Amanzia, quindi "proveniente da Amanzia", "abitante di Amanzia"
Ormai desueto ai giorni nostri, il nome Amanzio è analogo sia al nome Amatore sia al ben più comune Amedeo, di struttura esplicitamente teoforica. Viene a volte confuso con il nome Amando.

## Onomastico
L'onomastico si festeggia principalmente il 10 febbraio in memoria di sant'Amanzio, soldato e martire con i commilitoni Zotico, Ireneo e Giacinto. Con questo nome si ricordano anche, alle date seguenti:
- 19 marzo, sant'Amanzio, diacono evangelizzatore del Belgio nel secolo VII[2][3]
- 8 aprile, santi'Amanzio da Canzo, terzo vescovo di Como[2][3]
- 6 giugno, sant'Amanzio, martire a Cannes con sant'Alessandro e altri quattro compagni[2][3]
- 10 giugno, sant'Amanzio (†120), martire a Tivoli con i santi Cereale, Getulio e Primitivo[2][3]
- 26 settembre, sant'Amanzio di Tiferno, sacerdote a Città di Castello [3]
- 4 novembre, sant'Amanzio, primo vescovo di Rodez[2][3]

## Persone
- Amanzio, politico dell'Impero romano
- Amanzio di Como, vescovo e santo romano
- Amanzio Moroncelli, abate e cartografo italiano
- Amanzio Todini, regista e sceneggiatore italiano

### Variante Amancio
- Amancio Amaro Varela, calciatore e allenatore di calcio spagnolo
- Amancio Ortega, imprenditore spagnolo

### Variante femminile Amanzia
- Amanzia Guérillot, pittrice italiana

### Variante femminile Amantine
- Amantine Aurore Lucile Dupin, vero nome di George Sand, scrittrice francese

## Il nome nelle arti
- Amanzio Berzaghi è il protagonista del romanzo di Giorgio Scerbanenco I milanesi ammazzano al sabato.